# ارواح خبیثه (فیلم ۱۹۸۲)
ارواح خبیثه یا پولترگایست (به انگلیسی: Poltergeist) فیلمی آمریکایی در ژانر ترسناک فراطبیعی محصول سال ۱۹۸۲ به کارگردانی توبی هوپر و نویسندگی و تهیه‌کنندگی استیون اسپیلبرگ است.
صحنه‌ای از این فیلم به‌عنوان هشتادمین سکانس ترسناک سینمایی در «۱۰۰ تا از ترسناک‌ترین سکانس‌های سینما» به انتخاب وبگاه «براوو» شناخته شد. انجمن منتقدان فیلم شیکاگو در لیست ترسناک‌ترین فیلم‌های تاریخ سینما آن را در رتبهٔ ۲۰ قرار داد. در ۱۰۰ سال… ۱۰۰ هیجان به انتخاب بنیاد فیلم آمریکا (بفا)، که فهرستی از ۱۰۰ فیلم برتر آمریکایی در ژانر دلهره‌آور یا هیجان‌انگیز است، پولترگایست در رتبهٔ ۸۴ قرار گرفت. این فیلم هم‌چنین نامزد سه جایزه اسکار شد.
فیلم‌های ارواح خبیثه ۲ و ارواح خبیثه ۳ دنباله این فیلم محسوب می‌شود.

## داستان
استیو و دایان فیرلینگ در یک ایالت اورنج کانتی، کالیفرنیا در یک جامعه برنامه‌ریزی‌شده به نام کوئستا ورده (Cuesta Verde) زندگی می‌کنند؛ جایی که استیو یک توسعه‌دهنده موفق املاک و مستغلات است و دایان به دنبال فرزندانشان دانا، رابی و کارول آن است. کارول آن یک شب از خواب بیدار می‌شود و شروع به مکالمه با دستگاه تلویزیون خانواده می‌کند که به دنبال ورود به سیستم، استاتیک را نشان می‌دهد. شب بعد، در حالی که فریلینگس می‌خوابید، کارول آن مجدداً متمرکز روی تلویزیون ثابت می‌ماند. ناگهان، یک دست سفید ارواح از تلویزیون بیرون می‌آید که پس از آن زلزله‌ای شدید رخ می‌دهد. وقتی تکان می‌خورد، کارول آن به شکلی آشفته می‌گوید: «آنها اینجا هستند.»
اتفاقات عجیب روز بعد رخ می‌دهد: یک لیوان شیر به‌طور خود به خود می‌شکند؛ کارد و چنگال‌ها خم می‌شوند و مبلمان به دلخواه خود حرکت می‌کنند. در ابتدا، پدیده‌ها بی‌خطر به نظر می‌رسند اما…